# Giovannino Guareschi
Giovannino Oliviero Giuseppe Guareschi (1. května 1908, Fontanelle di Roccabianca – 22. července 1968) byl italský katolický novinář a spisovatel, který vytvořil slavnou postavu Dona Camilla. Jako novinář spolu s Giovannim Moscou založil a vydával satirický monarchistický (a posléze křesťansko-demokraticky orientovaný) časopis Candido.

## Dílo
- Seznam děl v Souborném katalogu ČR, jejichž autorem nebo tématem je Giovannino Guareschi

### Série o Donu Camillovi
Příběhy Dona Camilla byly velice populární a dočkaly se překladu do mnoha jazyků, včetně češtiny. Velice si je oblíbil i Angelo Giuseppe Roncali (později papež Jan XXIII.)
- Mondo piccolo: Don Camillo (1948, česky Don Camillo a jeho svět, 2001)
- Mondo piccolo: Don Camillo e il suo gregge (1953, česky Don Camillo a jeho ovečky, 2002)
- Il compagno Don Camillo (1963, česky Soudruh Don Camillo, 2003)
- Don Camillo e i giovani d'oggi (vydáno posmrtně roku 1969, česky Don Camillo a Don Chichi, 2005)

### Některé další knihy
- La scoperta di Milano (1941)
- Il destino si chiama Clotilde (1943)
- Il marito in collegio (1944)
- Favola di natale (1945)
- Diario Clandestino 1943-1945 (1946)
- Italia Provvisoria (1947)
- Lo zibaldino (1948)
- Corrierino delle famiglie (1954)
- Vita in famiglia (1968)